# منتخب تركيا تحت 19 سنة لكرة القدم للسيدات
منتخب تركيا تحت 19 سنة لكرة القدم للسيدات (بالتركية: Türkiye 19 yaş altı kadın millî futbol takımı)‏ هو ممثل تركيا الرسمي في المنافسات الدولية في كرة القدم في فئة تحت 19 سنة للسيدات، يديريه اتحاد تركيا لكرة القدم.